# Серджіо Карпанезі
Серджіо Карпанезі (італ. Sergio Carpanesi, нар. 22 березня 1936, Ла-Спеція) — італійський футболіст, що грав на позиції півзахисника. По завершенні ігрової кар'єри — тренер.
Виступав, зокрема, за «Фіорентину», з якою був чемпіоном Італії, та «Рома», ставши з нею володарем Кубка Італії та Кубка ярмарків.

## Ігрова кар'єра
Народився 22 березня 1936 року в місті Ла-Спеція. Вихованець футбольної школи клубу Carpanesi Boys della Spezia.
У дорослому футболі дебютував 1953 року виступами за команду «Фіорентина», в якій провів шість сезонів, взявши участь у 31 матчі чемпіонату. У складі «фіалкових» він дебютував у Серії А 13 травня 1956 року проти СПАЛу, забивши переможний гол. Наприкінці того чемпіонату «Фіорентина» під керівництвом Фульвіо Бернардіні стала чемпіоном Італії. У 2022 році був включений до Зали слави «Фіорентини».
Згодом з 1959 року Карпанезі грав по сезону у складі команд «Палермо» та СПАЛ. 
Своєю грою за останню команду привернув увагу представників тренерського штабу клубу «Рома», до складу якого приєднався 1961 року. Відіграв за «вовків» наступні шість сезонів своєї ігрової кар'єри. Більшість часу, проведеного у складі «Роми», був основним гравцем команди, провівши 158 матчів чемпіонау, також вигравши Кубок ярмарків восени 1961 року та Кубок Італії 1964 року. 
Протягом 1967—1969 років захищав кольори клубу «Сампдорія» у вищому дивізіоні, післячого перейшов у клуб Серії С «Анконітана», де провів ще два роки. Завершив ігрову кар'єру у команді Серії D «Анджелана», за яку виступав протягом 1971—1972 років.

## Кар'єра тренера
Розпочав тренерську кар'єру невдовзі по завершенні кар'єри гравця, 1973 року, очоливши тренерський штаб клубу «Мачератезе» з Серії D, де працював три сезони.
У сезоні 1978/79 очолював команду «Лекко» з Серії С1, а потім працював із клубами Серії В «Піза» та «Монца», але в обох випадках швидко був звільнений.
1982 року став головним тренером команди «Прато», з якою став переможцем своєї групи Серії C2 сезону 1982/83, допомігши команді підвищитись у класі. Але у Серії С1 команда виступала не так вдало і вже у лютому 1983 року його було звільнено.
1985 року Карпанезі очолив «Спецію», яку також в першому ж сезоні вивів до Серії С1. Але цього разу йому вдалося показувати вдалі результати і більш високому дивізіоні, де він залишався з командою ще 4 сезони, до звільнення у березні 1990 року.
У січні 1991 року став головним тренером команди «Мантова», але не зумів врятувати мантуйський клуб від вильоту з Серії С1 за підсумками того сезону, після чого покинув клуб.
Останнім місцем тренерської роботи Карпанезі став клуб «Спеція», головним тренером команди якого Серджіо Карпанезі знову був з листопада 1995 по жовтень 1996 року.

## Титули і досягнення

### Як гравця
- Чемпіон Італії (1):

«Фіорентина»: 1955/56
- Володар Кубка Італії (1):

«Рома»: 1963/64
- Володар Кубка ярмарків (1):

«Рома»: 1960/61